# Okręty podwodne typu U
Okręty podwodne typu U – brytyjski typ niewielkich jednokadłubowych okrętów podwodnych, zbudowanych w latach 1938–1944 w łącznej liczbie 49 jednostek. Jednostki typu U były pierwszymi brytyjskimi okrętami, w których zastosowano napęd elektryczny do pływania po powierzchni morza. Najważniejszym obszarem operacyjnym jednostek typu U w trakcie II wojny światowej było Morze Śródziemne. Słabością okrętów tego typu były jednak niewielka prędkość nawodna oraz brak zaawansowanego systemu kontroli ognia. W związku z kształtem dziobu, pierwsze jednostki sprawiały trudności w utrzymaniu trymu na głębokości peryskopowej.
Do drugiej serii tego typu należały okręty podwodne Marynarki Wojennej: ORP „Sokół” i ORP „Dzik”. Jednostki tego typu – oprócz brytyjskiej i polskiej – służyły także w marynarkach wojennych Związku Radzieckiego, Norwegii, Holandii i Wolnej Francji, a po zakończeniu wojny także Grecji i Danii.

## Historia budowy
Pierwsze trzy okręty podwodne typu U zostały zbudowane w stoczni marynarki w Chatham na zamówienie brytyjskiej Admiralicji z 1936 roku jako uzbrojone jednostki ćwiczebne dla zastąpienia używanych dotychczas w tej roli przestarzałych okrętów typu H. Wszystkie trzy weszły do służby w 1938 roku. Ponieważ eksploatacja wykazała ich zadowalające właściwości, łatwość obsługi i prostotę konstrukcji, po wybuchu II wojny światowej Admiralicja zamówiła kolejną serię 12 okrętów, budowanych do 1941 roku, a następnie 41 kolejnych, z których zbudowano jedynie 34, przenosząc zamówienie na pozostałe na udoskonalone jednostki typu V.
Poza stocznią marynarki w Chatham, która zbudowała ogółem pięć jednostek (trzy prototypowe i dwie drugiej grupy) okręty typu U były budowane w stoczniach koncernu Vickers Armstrong w Barrow-in-Furness (36 okrętów) i w Newcastle upon Tyne (osiem jednostek). Okręty wchodziły do służby do 1944 roku.

## Opis konstrukcji
Małe okręty podwodne typu U były jednokadłubowymi jednostkami o nitowanym kadłubie, podzielonym na trzy przedziały wodoszczelne. W pierwszym przedziale, dziobowym, mieściły się cztery wyrzutnie torpedowe, torpedy zapasowe oraz znajdowały pomieszczenia załogi i magazyn żywności. Przedział środkowy zajmowały kwatery podoficerów i oficerów oraz centrala dowodzenia, w przedziale rufowym znajdowała się siłownia okrętowa. Operacyjna głębokość zanurzenia okrętów typu U wynosiła 60 m.
Okręty typu U napędzane były przez dwa silniki elektryczne General Electric o łącznej mocy 825 KM, poruszające za pośrednictwem wałów napędowych dwie śruby. Podczas poruszaniu się na powierzchni silniki elektryczne były zasilane w energię przez generatory napędzane dwoma silnikami wysokoprężnymi o łącznej mocy 615 KM. Konstrukcyjna prędkość 12 węzłów była praktyce nieosiągalna – okręty tego typu rzadko były w stanie rozwinąć na powierzchni prędkość 10,5 węzła. Przewożony zapas paliwa płynnego pozwalał okrętom przebyć 4050 Mm przy prędkości 10 w. W pływaniu podwodnym silniki elektryczne były zasilane przez akumulatory, nadające okrętom maksymalną prędkość 8,5 w. oraz zasięg 150 Mm przy prędkości ekonomicznej 2,5 w.
Podstawowym uzbrojeniem okrętów podwodnych typu U były wyrzutnie torped kal. 533 mm. Wszystkie trzy okręty prototypowe oraz cztery jednostki drugiej grupy poza czterema wyrzutniami ulokowanymi w przedziale dziobowym otrzymały dwie dodatkowe wyrzutnie zabudowane na zewnątrz kadłuba pod opływową osłoną. Jednak, ponieważ w trakcie eksploatacji okazało się, że osłona powoduje powstawanie wysokiej fali dziobowej, na kolejnych okrętach zrezygnowano z wyrzutni zewnętrznych, pozostawiając jedynie cztery aparaty torpedowe. Oprócz torped ładowanych do wyrzutni okręty przewoziły jeszcze cztery torpedy zapasowe, umożliwiające oddanie drugiej salwy. Ponadto wszystkie okręty, oprócz dwóch pierwszych jednostek, uzbrojone były w armatę kal. 76 mm, umieszczoną na pokładzie przed kioskiem oraz trzy karabiny maszynowe Lewis kal. 7,7 mm.
Podstawowymi wadami okrętów tego typu były bardzo niska prędkość nawodna oraz niewielka głębokość zanurzenia peryskopowego, co czyniło okręty podatnymi na atak sił ZOP. Stosowane we wszystkich brytyjskich okrętach podwodnych tego czasu, rozwiązanie konstrukcyjne postaci peryskopu wykonanego z brązu, miało na celu zmniejszenie wpływu magnetycznego na umieszczone w kiosku żyrokompasy, jednak zwiększało wagę peryskopu, czego skutkiem były jego mniejsza długość – w efekcie głębokość peryskopowa – oraz konieczność zmniejszenia grubości stali kadłuba, co zmniejszało jego wytrzymałość i w konsekwencji dopuszczalną głębokość zanurzenia okrętu. Istotną wadą tych jednostek był także brak kalkulatora torpedowego zdolnego do programowania żyroskopów poszczególnych torped. W konsekwencji, w odróżnieniu od okrętów niemieckich i amerykańskich, dowódcy jednostek typu U nie mogli atakować jedną salwą kilku celów, oraz zmuszeni byli do celowania całym okrętem. Przedstawione ograniczenia techniczno-taktyczne znacząco zmniejszały sprawność bojową okrętów tego typu.
Załogi okrętów podwodnych typu U składały się z czterech oficerów i od 23 do 29 podoficerów i marynarzy.

## Zastosowanie operacyjne
Po wybuchu II wojny światowej trzy pierwsze okręty podwodne typu U rozpoczęły działania bojowe na Morzu Północnym, w pobliżu niemieckich wybrzeży. Trudne warunki nawigacyjne i silne przeciwdziałanie ze strony niemieckich sił ZOP sprawiło, że jednostki te nie odniosły zbyt dużych sukcesów. 6 stycznia 1940 roku prototypowy HMS „Undine” został zmuszony do wynurzenia przez niemieckie trałowce „M 1201”' „M 1204” i „M 1207” i zatopiony w rejonie wyspy Helgoland przez własną załogę, która dostała się do niewoli. Pomimo to okręty typu U działały na wodach Morza Północnego i Zatoki Biskajskiej do końca wojny, dezorganizując niemiecką żeglugę w tych rejonach.
Wraz z wchodzeniem do służby w Royal Navy kolejnych jednostek, część okrętów została od 1941 roku przebazowana na Morze Śródziemne, działając z bazy na Malcie, gdzie stanowiły podstawę 10. Flotylli Okrętów Podwodnych. W jej ramach, jednostki U działały ze zmiennym szczęściem. Poniosły całkowitą klęskę w operacjach przeciwko niemieckim transportom przewożącym do Afryki oddziały Afrika Korps generała Erwina Rommela, zatapiając jedynie 6 ze 100 transportowców. W lutym i marcu 1941 roku okręty typu U zatopiły jedynie 20 000  z 220 000 ton zaopatrzenia Osi kierowanego do Libii. Prymitywne systemy rozpoznania nocnego oraz kontroli ognia torpedowego tych okrętów, a także brak doświadczenia dowódców, stanowiły podstawowe czynniki wpływające na brak sukcesów, wielokrotnie jednak okręty brytyjskie, nawet po wykryciu jednostek przeciwnika, z uwagi na bardzo małą prędkość nawodną, nie były w stanie zbliżyć się do nich na odległość strzału torpedowego.
HMS „Upholder” do czasu swego zatopienia 14 kwietnia 1942 roku zatopił statki o łącznym tonażu 91 024 BRT oraz włoski niszczyciel „Libeccio” i dwa okręty podwodne, a także uszkodził krążownik lekki „Giuseppe Garibaldi”. Ponadto włoska marynarka wojenna straciła za przyczyną okrętów typu U m.in. krążownik ciężki „Trento”, krążowniki lekkie „Armando Diaz" i „Giovanni delle Bande Nere” oraz mniejsze okręty. HMS „Ultimatum” zatopił m.in. włoski okręt podwodny „Ammiraglio Millo”, HMS „Unbeaten” – U-Boota U-374 i włoski okręt podwodny „Guglielmotti”.
W trakcie działań wojennych utracone zostało 20 okrętów typu U, w tym HMS „Vandal”, który zaginął wraz z całą załogą podczas rejsu szkoleniowego w rejonie wyspy Arran (Szkocja). HMS „Untamed” zatonął 30 maja 1943 roku w trakcie ćwiczeń, po czym został wydobyty (załoga zginęła) i po przemianowaniu na HMS „Vitality” ponownie wcielony do służby.
Po zakończeniu II wojny światowej większość brytyjskich okrętów podwodnych typu U została wycofana z aktywnej służby i była sukcesywnie sprzedawana na złom. Część służyła jeszcze jakiś czas do celów szkoleniowych i jako okręty-cele.

## Okręty służące w innych flotach
W trakcie trwania II wojny światowej Wielka Brytania przekazała do flot sprzymierzonych dziewięć okrętów podwodnych typu U. Trzy z nich: „W 2” (były HMS „Unbroken”), „W 3” (HMS „Unison”) i „W 4” (HMS „Ursula”) służyły od 1944 roku w marynarce wojennej Związku Radzieckiego. Dwa: ORP „Sokół” (HMS „Urchin”) i ORP „Dzik” (HMS „P.52”) zostały wydzierżawione Polskiej Marynarce Wojennej. Również dwa: „Uredd” (HMS P.41, utracony w 1943 roku) i „Ula” (HMS „Varne”) otrzymała marynarka norweska (KNM Ula" zatopił m.in. U-Boota U-974). Po jednym użytkowały floty Holandii: „Dolfijn” (HMS P.47) oraz Wolnej Francji: „Curie” (HMS „Vox”).
Już po zakończeniu wojny w posiadanie okrętów typu U weszły marynarki wojenne Grecji, która dzierżawiła dwa okręty: „Xifias” (HMS „Untiring”) i „Amfitriti” (HMS „Upstart”) oraz Danii, która użytkowała okręt „Springeren” (do 1950 roku pod nazwą „U 1”), były polski ORP „Dzik”.

## Lista okrętów typuU

### Pierwsza grupa
- HMS Undine (N.48) (numery taktyczne 48C, później N.48) – 6 stycznia 1940 roku zatopiony w rejonie Helgolandu przez własną załogę po uszkodzeniach odniesionych po ataku niemieckich trałowców
- HMS Unity (66C) – zatonął 29 kwietnia 1940 roku u ujścia rzeki Tyne po kolizji z norweskim frachtowcem Atle Jarl
- HMS Ursula (59C) – w 1944 roku przekazany Związkowi Radzieckiemu pod oznaczeniem W 4, zwrócony w 1949 roku

### Druga grupa
Okręty drugiej grupy otrzymały początkowo zamiast nazw numery burtowe w zakresie od P.31 do P.42, ale jeszcze przed wodowaniem przywrócono im nazwy, nadając numery taktyczne rozpoczynające się od litery N.
- HMS Umpire (N.82) – zatopiony 19 lipca 1941 roku po omyłkowym staranowaniu przez brytyjski trawler
- HMS Una (N.87)
- HMS Unbeaten (N.93) – zatopiony omyłkowo z całą załogą 11 listopada 1942 roku przez samolot Coastal Command
- HMS „Undaunted” (N55)(inne języki) – utracony z nieznanych przyczyn wraz z całą załogą 13 maja 1941 u wybrzeży Libii
- HMS Union (N.56) – zatopiony 22 lipca 1941 roku niedaleko Pantellerii przez włoski torpedowiec Circe
- HMS Unique (N.95) – utracony wraz z całą załogą prawdopodobnie 24 października 1942 roku
- HMS Upholder (N.99)  – zatopiony z całą załogą 14 kwietnia 1942 roku na północny wschód od Trypolisu, prawdopodobnie przez włoski torpedowiec Pegaso
- HMS Upright (N.89)
- HMS Urchin (N.97) – przed wejściem do służby przejęty przez Polską Marynarkę Wojenną jako ORP Sokół, zwrócony w 1946 roku, złomowany w 1949 roku
- HMS Urge (N.17) – zatopiony na wschód od Malty prawdopodobnie na minach 28 kwietnia lub przez włoski samolot 29 kwietnia 1942 roku, cała załoga zginęła
- HMS Usk (N.65) – zaginął z całą załogą, prawdopodobnie 3 maja 1941 roku
- HMS Utmost (N.19) – zatopiony 24 listopada 1942 roku przez włoski torpedowiec Groppo

### Trzecia grupa
Do początku 1943 roku okręty trzeciej grupy posiadały jedynie oznaczenia alfanumeryczne zaczynające się od litery P. Później nadano im nazwy.
- HMS Uproar (P.31)
- HMS P.32 – zatonął na minach z całą załogą 18 sierpnia 1942 roku w rejonie Trypolisu
- HMS P.33 – zaginął z całą załogą w sierpniu 1941 roku w rejonie Trypolisu
- HMS Ultimatum (P.34)
- HMS Umbra (P.35)
- HMS P.36 – zatonął w porcie w Sliema na Malcie 1 kwietnia 1942 roku podczas niemieckiego nalotu bombowego
- HMS Unbending (P.37)
- HMS P.38 – zatopiony z całą załogą 23 lub 25 lutego (różne źródła podają obie daty) 1942 roku przez włoski torpedowiec Circe i niszczyciel Antoniotto Usodimare
- HMS P.39 – zatopiony 26 marca 1942 roku podczas nalotu w porcie na Malcie
- HMS P41(inne języki) – w 1941 roku przekazany marynarce norweskiej, pod nazwą „Uredd”, zatonął z cała załogą 24 lutego 1943 roku w rejonie Bodø
- HMS Unbroken (P.42) – w latach 1944-1949 radziecki W 2
- HMS Unison (P.43) – w latach 1944-1949 radziecki W 3
- HMS United (P.44)
- HMS Unrivalled (P.45)
- HMS Unruffled (P.46)
- HMS P.47 – przed ukończeniem w 1942 roku przekazany Holandii pod nazwą Dolfijn
- HMS P.48 – zatopiony 25 grudnia 1942 roku na północny zachód od wyspy Zembra u wybrzeży Tunezji przez włoskie eskortowce „Ardente”(inne języki) i „Ardito”(inne języki)
- HMS Unruly (P.49)
- HMS „Unseen” (P51)(inne języki)
- HMS P.52 – przejęty przez polską Marynarkę Wojenną w 1942 roku jako ORP Dzik, zwrócony w 1946 roku, od 1947 roku we flocie Danii, początkowo jako U 1, później Springeren
- HMS Ultor (P.53)
- HMS Unshaken (P.54)
- HMS Unsparing (P.55)
- HMS Usurper (P.56) – zatopiony z całą załogą w Zatoce Genueńskiej 11 listopada 1943 roku przez niemiecki ścigacz okrętów podwodnych UJ-2208
- HMS Universal (P.57)
- HMS Untamed (P.58) – zatonął z całą załogą 30 maja 1943 roku podczas ćwiczeń, wydobyty i przemianowany na HMS Vitality
- HMS Untiring (P.59) – przekazany Grecji w 1945 roku jako Xifias
- HMS Varangian (P.61)
- HMS Uther (P.62)
- HMS Unserving (P.63)
- HMS Vandal (P.64) – zaginął z całą załogą 24 lutego 1943 roku w trakcie rejsu szkoleniowego w rejonie wyspy Arran
- HMS „Upstart” (P65)(inne języki) – w latach 1945-1952 grecki „Amfitriti”
- HMS Varne (P.66) – przejęty przed ukończeniem przez marynarkę norweską jako Ula
- HMS Vox (P.67) – w latach 1943-1946 francuski Curie, nazwę Vox otrzymał później jeden z okrętów podwodnych typu V[2].